# أليكس فيلانويفا
أليكس فيلانويفا (بالإنجليزية: Alex Villanueva)‏ هو لاعب كرة قدم أمريكي في مركز الوسط، ولد في 9 يوليو 2002 في هيريمان في الولايات المتحدة. لعب مع تاكوما ديفنس.

## وصلات خارجية
- أليكس فيلانويفا على موقع الدوري الأمريكي (الإنجليزية)
- أليكس فيلانويفا على موقع قاعدة بيانات كرة القدم.إي يو (الإنجليزية)
- أليكس فيلانويفا على موقع Soccerway.com (الإنجليزية)